# Un vrai roman
 (mars 2012).
Si vous disposez d'ouvrages ou d'articles de référence ou si vous connaissez des sites web de qualité traitant du thème abordé ici, merci de compléter l'article en donnant les références utiles à sa vérifiabilité et en les liant à la section « Notes et références ».

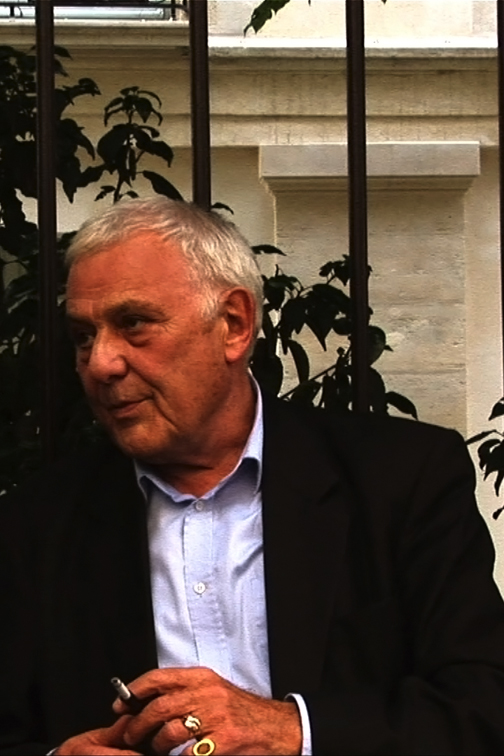
Sollers en 2011

Un vrai roman. Mémoires est un ouvrage autobiographique de l'écrivain Philippe Sollers paru aux éditions Plon en 2007.

## Présentation
« Toute ma vie, on m’a reproché d’écrire des romans qui n’étaient pas de vrais romans. En voici enfin un. « Mais c’est de votre existence qu’il s’agit », me dira-t-on. Sans doute, mais où est la différence ? » (Philippe Sollers)
Philippe Joyaux alias Philippe Sollers se présente lui-même dans son livre de mémoire Un vrai roman, « il est entré dans le monde humain le samedi 28 novembre 1936 à midi, dans les faubourgs immédiats de Bordeaux sur la route d’Espagne. »
Un jeune plutôt marqué par des problèmes identitaires : Philippe Joyaux, mêmes initiales que son oncle, confusion… et puis précise-t-il, « ça fait police judiciaire ». Et puis ce nom de « Joyaux » brocardé par ses camarades d’école ou par certains professeurs se permettant parfois un « ce Joyaux n’est pas une perle. » Humiliant pour ce jeune homme fier, issu de la grande bourgeoisie locale, famille qui possédait une grande usine d’ustensiles ménagers, dont des poubelles. Un « Joyaux » dans les poubelles, nouvelles railleries.

## Contenu et résumé
Il ne faut pas croire, explique-t-il, Ne croyez pas explique qu’il ait choisi un pseudonyme, non, c’est plus simplement que le contenu de ses deux premiers romans, surtout le second Une curieuse solitude scandalisait la famille. Quoi de plus romantique aussi que ce ‘Sollers’, ce soleil latin « venu tout droit de l’odyssée… très influencé par Stendhal. » Dans cette famille, l’ambiance est particulière, cette usine ‘Joyaux frères’ qui s’étire des numéros 117 au 145 sur le cours Gambetta à Talence, dont Sollers dira : « Au début des années 60, il n’en reste rien. Plutôt la destruction que l’occupation par des étrangers. »
Juste à côté, le domaine familial avec sa configuration surprenante : deux frères mariés avec les deux sœurs, vivant dans des maisons jumelles symétriques, avec des pièces identiques. Étrange mimétisme, ambiance lourde dominée par deux hommes traumatisés par leur expérience des tranchées, qui se donnent à leur usine, le regard dur et sans illusions de son père qui un jour lui dira : « la vie, quelle connerie ! »
« Je suis né, écrit-il, juste avant la guerre, tout près des vignes du château Haut-Brion. Je me souviens de mon enfance à Bordeaux de la formation lente, inexplicable, constante d’un silence de fond. »  Il salue l’évolution de Bordeaux, plus ouverte, une réponse à ce qu’il appelle « la pulsion de mort de la modernité ». Un art de vivre qu’il retrouve dans les vers d’Hölderlin venu visiter la région. ou dans les Mémoires d’un touriste où Stendhal écrit que « Bordeaux est sans contredit la plus belle ville de France. »
Quand Sollers y revient, il traîne dans la librairie Mollat et va faire un bon repas chez Ramet, accompagné d’un château d’Yquiem bien frappé. Son itinéraire : « J’arrête la voiture sur les hauteurs, de l’autre côté du fleuve, je descends, je regarde la ville allongée… croissant argenté. »
« Dans l’eau, Garonne miroitante blanche… »  "Son" Bordeaux est une ville toujours concrète, la cathédrale Saint-André et le Grand-Théâtre et sa façade des 12 colonnes corinthiennes, le cours de l’intendance, le fleuve et ses quais. Parfois, même très loin d’ici, il « sent les vignes tout autour… comme un océan sanguin. C’est la fin de l’après-midi, le moment où le raisin chauffe une dernière fois sous le soleil fluide… » Parfois, il repense à la grande usine familiale, aux terribles accidents qui y avaient lieu, « une grande fabrique à douleurs… »

## Édition
Un vrai roman. Mémoires, éditions Plon, 2007, 352 pages  (ISBN 2259197205)